# 埃斯泰诺
埃斯泰诺（法語：Esténos）是法国上加龙省的一个市镇，属于圣戈当区（Saint-Gaudens）圣贝阿县（Saint-Béat）。该市镇总面积3.41平方公里，2009年时的人口为179人。

## 人口
埃斯泰诺人口变化图示